# 스핀 (물리학)

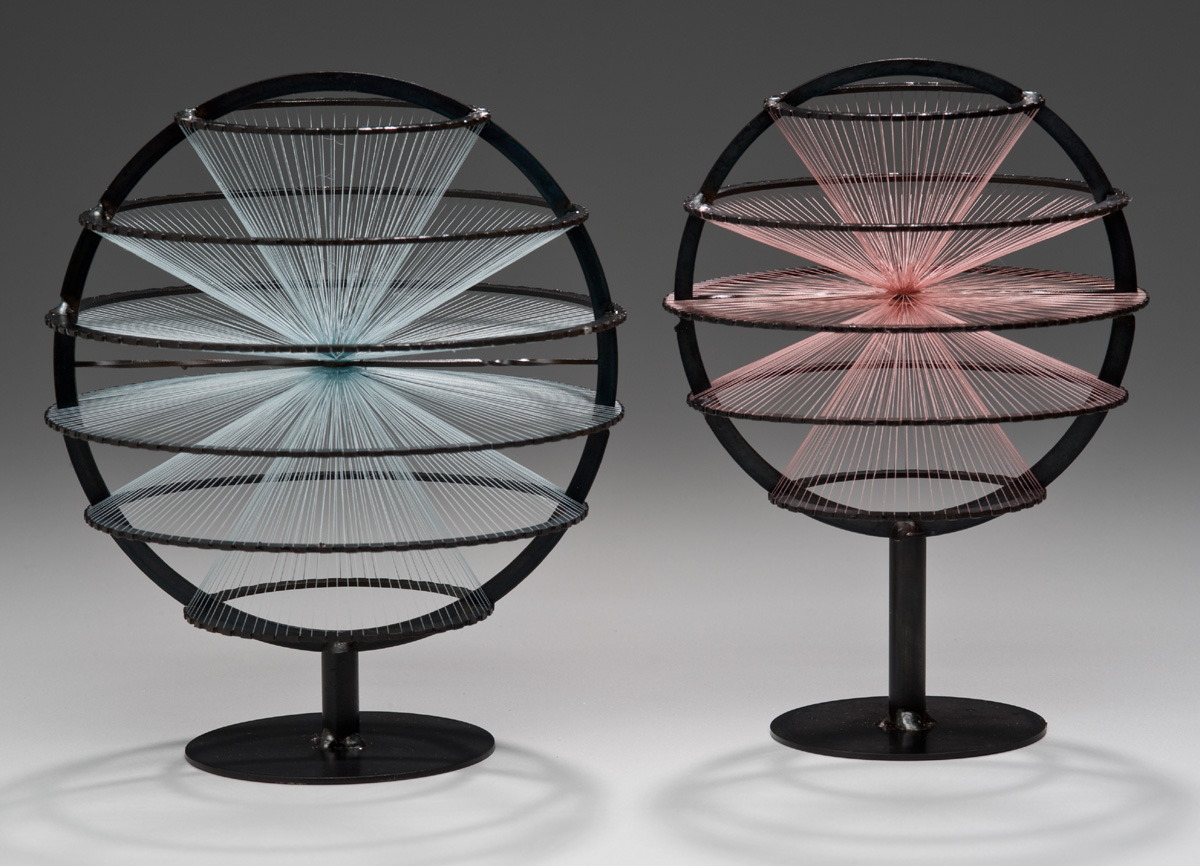

스핀(spin)은 양자역학에서 입자의 운동과 무관한 고유 각운동량이다. 예를 들어, 전자는 스핀 양자수 1/2, 광자는 스핀 양자수 1을 갖는다. 어원과는 달리, 실제로 입자는 어떤 축을 중심으로 고전적으로 회전하지 않는다.
드 하스 아인슈타인 실험에서 외부 자기장으로 스핀을 정렬시키자 전체 각운동량의 보존 때문에 시스템이 회전하는 현상이 보고되었다.
흔히 공간의 양자화로 부르는 양자화된 입자의 스핀의 양은 슈테른-게를라흐 실험으로 밝혀낼 수 있게 되었으며, 비균일 자기장에 대해 불연속적인 반응을 주는 내부 인자를 가리킨다.

## 역사
1924년에 볼프강 파울리는 알칼리 금속의 방출 스펙트럼의 제이만 효과를 연구하던 도중 파울리 배타 원리를 발견하였다. 이 원리에 따르면 두 전자는 같은 양자 상태에 존재하지 않는다. 그러나 실험 결과에 따르면 양자수가 같은 두 개의 전자가 존재했으므로, 파울리는 기존에 알려진 양자수 이외에 아직 알려지지 않은, +와 −의 값을 가지는 또다른 양자수의 존재를 예측하였다.

1925년에 조지 윌렌벅(George E. Uhlenbeck)과 사뮈엘 하우드스밋(Samuel Goudsmit)이 파울리가 가정한 미지의 양자수를 전자의 기본 각운동량으로 해석하였다.

## 스핀-자기장 상호작용
파울리는 처음에 입자의 스핀과 자기장 간의 상호작용을 설명하기 위해서 다음과 같은 항을 해밀토니안에 도입하였다.
{\displaystyle H_{int}=-{\vec {\mu }}\cdot {\vec {B}}=-{\frac {q\hbar }{2mc}}\mathbf {\vec {\sigma }} \cdot {\vec {B}}}
{\displaystyle {\vec {\sigma }}}는 파울리 행렬을 성분으로 갖는 파울리 벡터를 의미한다.
이 항을 유도하는 방법은 다음과 같다. {\displaystyle m{\vec {v}}={\vec {p}}-{\frac {q}{c}}{\vec {A}}}와 함께, 감마 행렬 대신 파울리 행렬을 사용하여 디랙 방정식과 유사한 형태로 해밀토니안을 세우면,
{\displaystyle H={\frac {({\vec {\sigma }}\cdot ({\vec {p}}-{\frac {q}{c}}{\vec {A}}))^{2}}{2m}}+qV}
이 된다. 파울리 행렬과 관련된 공식 {\displaystyle ({\vec {\sigma }}\cdot {\vec {a}})({\vec {\sigma }}\cdot {\vec {b}})={\vec {a}}\cdot {\vec {b}}+i{\vec {\sigma }}\cdot ({\vec {a}}\times {\vec {b}})}을 이용해서 해밀토니안의 식을 풀면,
{\displaystyle H={\frac {({\vec {p}}-{\frac {q}{c}}{\vec {A}})^{2}}{2m}}+qV-{\frac {q\hbar }{2mc}}{\vec {\sigma }}\cdot {\vec {B}}}
을 얻는다.

## 같이 보기
- RKKY 상호작용
- 회전
- 스핀-통계 정리